# Вилларбассе
Вилларбассе (итал. Villarbasse, пьем. Vilarbasse) — коммуна в Италии, располагается в регионе Пьемонт, в провинции Турин.
Население составляет 3167 человек (2008 г.), плотность населения составляет 316 чел./км². Занимает площадь 10 км². Почтовый индекс — 10090. Телефонный код — 011.
Покровителем коммуны почитается святой мученик Назарий, празднование 26 июля.

## Демография
Динамика населения:

## Города-побратимы
- Шиньен, Франция

## Администрация коммуны
- Официальный сайт: https://web.archive.org/web/20061010050450/http://www.comune.villarbasse.to.it/default.htm